# După Deal (okręg Bistrița-Năsăud)
După Deal – wieś w Rumunii, w okręgu Bistrița-Năsăud, w gminie Milaș. W 2011 roku liczyła 32 mieszkańców.